# Walter Jasper
Walter Jasper (* 1942 in Verden; † 6. April 2023) war ein deutscher Hörfunkkommentator, der für Radio Bremen tätig war.

## Leben
Jasper berichtete über mehr als zwei Jahrzehnte hauptsächlich im Zuge der ARD-Bundesligakonferenz von Fußballspielen des SV Werder Bremen. 
Fast 25 Jahre war Jasper für die ARD als Reporter bei der Motorrad-Weltmeisterschaft aktiv. In der erfolgreichen Zeit der deutschen Grand-Prix-Asse Toni Mang, Reinhold Roth, Martin Wimmer und anderen, übertrug Jasper mehr als 100 WM-Rennen. Seinen Abschied vom Motorsport nahm er 1996 in Sydney, als Ralf Waldmann die große Chance hatte Weltmeister zu werden.
Neben der Hörfunk-Tätigkeit war Jasper viele Jahre auch als Reporter und Moderator im 1. und 3. Fernsehprogramm der ARD beschäftigt. Von 1992 bis 2005 war Jasper Abteilungsleiter der Radio Bremen Hörfunk-Sportredaktion.
2005 nahm Jasper, der zwölf Jahre stellvertretender Vorsitzender des Vereins Bremer Sportjournalisten war, seinen Abschied. Im Laufe seiner Karriere hatte er insgesamt etwa 250 Bundesligapartien sowie über 50 Europapokalspiele kommentiert – in beiden Fällen ist er mit diesen Werten Rekordhalter der kleinsten Landesrundfunkanstalt.
Außerdem war Jasper bei diversen Länderspielen der deutschen Nationalmannschaft und bei der Fußball-Weltmeisterschaft 1986 in Mexico als Reporter dabei.

## Anekdotisches
Für ein Kuriosum sorgte in den 1980er Jahren der damalige Werder-Manager Willi Lemke, der die Radiokommentare oftmals während des Spiels mitverfolgte. Als ihm die Berichterstattung Jaspers nicht gefiel, schickte er einen Boten in dessen Sprecherkabine mit der Aufforderung, endlich positiver zu berichten.
 

Seine vermutlich bekannteste Reportage entstand, als er am 6. Mai 1992 im Lissaboner Estádio da Luz gemeinsam mit Wilhelm Johannsson das Finale des Europapokals der Pokalsieger zwischen Werder Bremen und dem AS Monaco kommentierte und in der 55. Minute das Tor zur 2:0-Führung der Bremer durch Wynton Rufer bejubelte: 

„Der AS Monaco kommt wieder mit Roger Mendy, ja, dem ein-, zweiunddreißigjährigen aus Senegal. Fehlpass. Ein Bremer hat aufgepasst. Keine Abseitsposition. Wynton Rufer hat die Möglichkeit zum 2:0, umspielt den Torhüter, und dann isser am Ball und er macht das Tor! Gol! Gol! Gol!“